# Helena (Arkansas)
Helena ist eine ehemalige Stadt im Phillips County im US-Bundesstaat Arkansas, Vereinigte Staaten. Im Jahr 2000 hatte Helena 6323 Einwohner. Sie bildet den östlichen Teil der Stadt Helena-West Helena, die am 1. Januar 2006 durch Fusion mit der Stadt West Helena gebildet wurde. Bis zu diesem Zeitpunkt war Helena County Seat des Phillips Countys.

## Geographie
Helena liegt im Osten des Bundesstaates am Mississippi River, der die Grenze zum Nachbarstaat Mississippi bildet. Helenas geographische Koordinaten sind 34° 32′ N, 90° 36′ W (34,526223, −90,601377).
Nach den Angaben des United States Census Bureaus hat Helena eine Fläche von 23,1 km2, die vollständig auf Land entfällt.

## Demografie
Zum Zeitpunkt des United States Census 2000 bewohnten Helena 6323 Personen. Die Bevölkerungsdichte betrug 274,3 Personen pro km2. Es gab 2710 Wohneinheiten, durchschnittlich 117,6 pro km2. Die Bevölkerung bestand zu 30,59 % aus Weißen, 67,93 % Schwarzen, 0,13 % Ureinwohner Amerikas, 0,60 % Asiaten, 0,13 % Pazifisch Eiländer, 0,60 % gaben an, anderen Rassen anzugehören und 0,17 % nannten zwei oder mehr Rassen. 0,59 % der Bevölkerung erklärten, Hispanos oder Latinos jeglicher Rasse zu sein.
Die Bewohner Helenas verteilten sich auf 2312 Haushalte, von denen in 32,7 % Kinder unter 18 Jahren lebten. 33,8 % der Haushalte stellten Verheiratete, 28,5 % hatten einen weiblichen Haushaltsvorstand ohne Ehemann und 33,3 % bildeten keine Familien. 30,0 % der Haushalte bestanden aus Einzelpersonen und in 13,4 % aller Haushalte lebte jemand im Alter von 65 Jahren oder mehr alleine. Die durchschnittliche Haushaltsgröße betrug 2,62 und die durchschnittliche Familiengröße 3,28 Personen.
Die Stadtbevölkerung verteilte sich auf 32,5 % Minderjährige, 10,0 % 18–24-Jährige, 22,1 % 25–44-Jährige, 20,0 % 45–64-Jährige und 15,5 % im Alter von 65 Jahren oder mehr. Das Durchschnittsalter betrug 32 Jahre. Auf jeweils 100 Frauen entfielen 83,3 Männer. Bei den über 18-Jährigen entfielen auf 100 Frauen 75,5 Männer.
Das mittlere Haushaltseinkommen in Helena betrug 18.662 US-Dollar und das mittlere Familieneinkommen erreichte die Höhe von 21.534 US-Dollar. Das Durchschnittseinkommen der Männer betrug 27.203 US-Dollar, gegenüber 17.250 US-Dollar bei den Frauen. Das Pro-Kopf-Einkommen in Helena war 13.028 US-Dollar. 41,4 % der Bevölkerung und 38,4 % der Familien hatten ein Einkommen unterhalb der Armutsgrenze, davon waren 54,9 % der Minderjährigen und 24,1 % der Altersgruppe 65 Jahre und älter betroffen.

## Söhne und Töchter der Stadt
- James Millander Hanks (1833–1909), Politiker
- Patrick Henry (1861–1933), Politiker, für Mississippi im US-Repräsentantenhaus
- William C. Birthright (1887–nach 1965), amerikanischer Gewerkschaftsführer
- Roberta Martin (1907–1969), Gospelmusikerin
- Robert Nighthawk (1909–1967), Blues-Musiker
- Robert Lockwood junior (1915–2006), Blues-Gitarrist und Sänger
- John Maury Allin (1921–1998), Geistlicher
- „Sunshine“ Sonny Payne (1925–2018), Radiomoderator
- Red Holloway (1927–2012), Blues- und Jazz-Saxophonist und Sänger
- Smokey Joe Baugh (1932–1999), Pianist und Country-Musiker
- Willie „Big Eyes“ Smith (1936–2011), Blues-Musiker
- Leotis Martin (1939–1995), Schwergewichtsboxer
- James Sallis (* 1944), Schriftsteller, Poet, Kritiker, Redakteur, Musiker und Übersetzer
- Mary Lambert (* 1951), Regisseurin
- Blanche Lincoln (* 1960), Politikerin, US-Senatorin von Arkansas